# Straumsnes (Bø)
Pour les articles homonymes, voir Straumsnes.
Straumsnes est une localité du comté de Nordland, en Norvège.

## Géographie
Administrativement, Straumsnes fait partie de la kommune de Bø.